# Unión Deportiva Orotava
La Unión Deportiva Orotava es un centenario club de fútbol de la Villa de La Orotava, capital del municipio de La Orotava ubicado al norte de la isla de Tenerife (Canarias, España). Actualmente su primer equipo milita en la Primera Interinsular de Tenerife pero es en Tercera División donde ha disputado un mayor número de temporadas, siendo uno de los históricos de la categoría pese a no disputarla desde 2001. Es el equipo más laureado de la copa Heliodoro Rodríguez López con un total de 10 títulos. Buena parte de sus esfuerzos los dedica al fútbol base.

## Historia

### Fundación e Inicios (1923-1960)
El club nace el 9 de marzo de 1923 fundándose con el nombre de Orotava Football Club. En 1944 se unieron a él, mediante una fusión, otros equipos del municipio (Club de Fútbol Victoria, Club Deportivo Orotava y Club de Fútbol San Pablo), buscando conseguir así un conjunto fuerte y competitivo que representará adecuadamente a la villa norteña. Esta unión se oficializó con la firma de unos estatutos, asumiendo el cargo de presidente de la nueva junta directiva Pedro Hernández Méndez. Es entonces cuando cambia su denominación a la actual, Unión Deportiva Orotava que mantendría excepto en el período comprendido entre abril de 1947 y principios de 1950 en el cual compite bajo el nombre de Atlético Orotava. En esta época el club apenas disputa competiciones y se llega a encontrar prácticamente sin plantilla, por lo que decide organizar un torneo entre equipos del lugar con el fin de juscar jugadores.

### Primeros logros y época regional (1961-1980)
Ostentando la presidencia el militar Manuel Cabrera Díaz llega el primer gran éxito de la entidad. Corría la temporada 1960/61 y Los Copos estaban siendo el equipo más regular de Primera Regional. El 9 de abril de 1961, fecha de la última jornada, reciben en Los Cuartos al Club Deportivo Estrella equipo que ya solo se jugaba el honor. Los orotavenses no habían cosechado ninguna derrota en su feudo en el campeonato y esa tarde no sería diferente, cantando finalmente el alirón tras vencer a los laguneros por cuatro goles a uno. Volverían a cosechar este éxito en la temporada 1971/72 en la cual revalidarian el título de campeón de Primera Regional, además fue uno de los clubes fundadores de la categoría preferente.

### Época en Tercera División (1980-2001)
Fue uno de los equipos fundadores del Grupo XII de la Tercera División en 1980 en la cual competirían de forma ininterrumpida 20 temporadas, categoría de la cual fue campeón 14 temporadas después de su ascenso en la temporada 1993/94. Por primera vez en su historia tenía la oportunidad de ascender a Segunda B, teniendo como rivales en la liguilla de ascenso a la Unión Deportiva Realejos, la Asociación Deportiva Laguna y la Unión Deportiva Telde. No consiguió el objetivo al terminar último, siendo el conjunto realejero el que alcanzó la categoría superior. Al año siguiente volvió a tener la oportunidad de alcanzar la categoría de bronce del fútbol español por finalizar tercero en la clasificación liguera. En esta ocasión se enfrentó en la liguilla al Estrella Club de Fútbol, la Unión Deportiva Tenerife Salud y la Unión Deportiva Gáldar pero volvió a quedar en cuarta posición. Tras tres temporadas Los Copos disputarían de nuevo la liguilla de ascenso a Segunda B después del subcampeonato conseguido en la 1998/99. Por el grupo canario lucharían por subir, además del conjunto norteño, la Unión Deportiva Lanzarote, la Unión Deportiva Las Palmas "B" y la Unión Deportiva Telde. Los conejeros consiguieron el ascenso mientras que los orotavenses quedaron terceros. En la campaña siguiente repitió clasificación liguera y en su cuarto intento de abandonar la Tercera pugnaría con el Castillo Club de Fútbol, la Unión Deportiva Vecindario y, de nuevo, con el filial amarillo. Una vez más el conjunto tinerfeño fracasaría y finaliza en cuarto lugar.

### Descensos y Racha Negativa (2001-2006)
Tras los intentos fallidos de ascenso a Segunda B, En la siguiente temporada el club realizó la peor temporada de su historia en Tercera división en la cual descendió a Preferente para la temporada 2000/01 y tras una época convulsa del club, al término de la temporada 2004/2005 consumaron un nuevo descenso a Primera Interinsular en la 2005/06, de la cual serían campeones ese año volviendo a la categoría preferente para la temporada 2006/2007 

### Época en Preferente (2007-2022)
Desde la temporada 2006/07 hasta la temporada 2023/24 el club  militó en Preferente, resaltando que en la temporada 2009/10 conseguirían alzar su décima copa Heliodoro siendo el equipo que más veces ha conseguido este trofeo hasta en 10 ocasiones.

### Centenario y Decadencia del club (2023-Act)
En 2023 el club celebraría su centenario teniendo diversos actos con antiguos jugadores y leyendas del club enfrentándose en un amistoso al actual equipo, y teniendo el reconocimiento del ayuntamiento del pueblo.Además con motivo del centenario el club haría un remodelo del escudo, bastante criticado por algunos sectores de la afición, así el club disputaría la temporada 2022/23 con un escudo para únicamente está temporada, el equipo empezaría con el objetivo de luchar por los puestos de playoff de ascenso sin embargo un último tramo de temporada negativo tuvo que hacer que el equipo de conformara con la permanencia. Para la temporada siguiente el Orotava firmaría una de sus peores temporadas en preferente, confirmando su descenso a primera regional tras perder ante el CD Vera en Los Cuartos volviendo el club a descender a primera interinsular 18 años después, no solo el Orotava había perdido la categoría en el equipo regional, sino que sus equipos filiales habían descendido prácticamente todos de categoría quedando el Orotava lejos de las categorías altas del fútbol tinerfeño en todas sus categorías, quedando lejos el equipo referente del norte de Tenerife de antaño, en la temporada 2024-25 en primera regional el Orotava volvía con la intención de recuperar inmediatamente la categoría perdida, sin embargo el equipo estuvo lejos de los puestos esperados firmando una temporada con más sombras que luces, estando la mayor parte de la temporada en puestos de descenso y salvando la categoría en la última jornada con el agua al cuello.

## Estadio y campos de entrenamiento

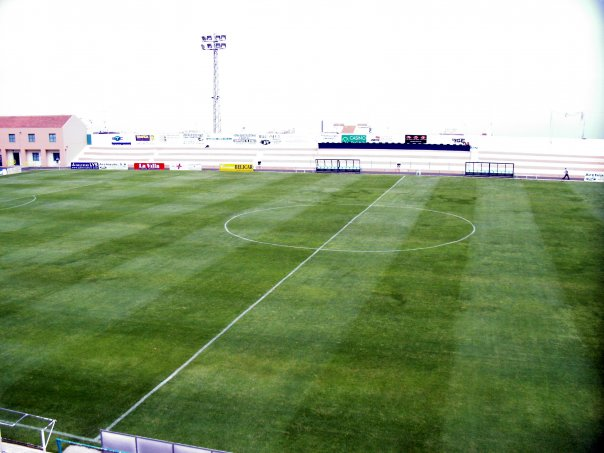
Estadio Los Cuartos

El primer equipo de la Unión Deportiva Orotava juega sus partidos como local en el Estadio municipal Los Cuartos que tiene capacidad para 6500 espectadores. La U.D. Orotava en Asamblea de Socios celebrada el 7 de junio de 2022 ha propuesto al Ayuntamiento de La Villa de La Orotava, que su estadio pase a denominarse Estadio Los Cuartos Buenaventura Machado Melian, en honor a uno de los Presidentes más importantes que ha tenido el club en sus 100 años de historía. En este estadio se disputa cada verano la final del trofeo estival más prestigioso de Canarias: el Trofeo Teide.
Los equipos de la cantera disputan la mayoría de sus partidos en el campo de fútbol Francisco Sánchez (El Mayorazgo) y el Campo del Quiquira. En este último se disputan básicamente los partidos de pre-benjamines, benjamines y alevín fútbol 7.

## Uniforme
- Local: la camiseta es blanca, el pantalón es blanco y las medias también son blancas.
- Visitante: el uniforme visitante desde la creación del club ha sido completamente azul. Sin embargo para la temporada 2013/2014, en honor a uno de sus equipos fundadores, el Iberia, se adoptó la vestimenta compuesta por camiseta a rayas blancas y negras, pantalón negro y medias negras.

## Jugadores

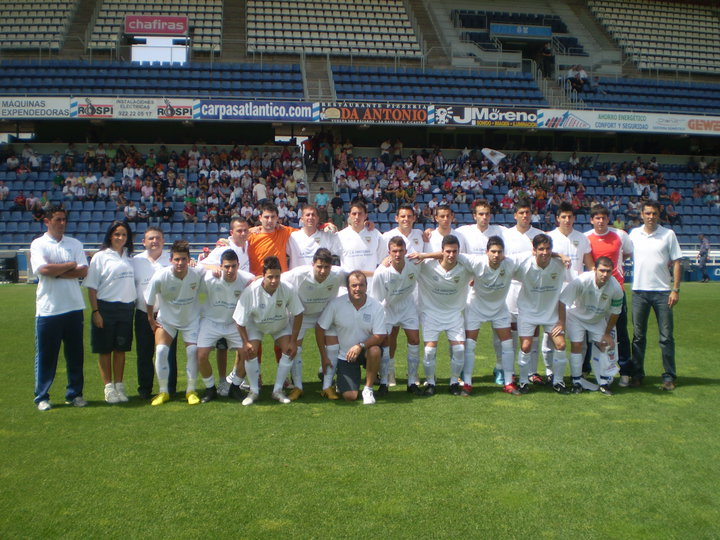
Plantilla de la Unión Deportiva Orotava que se proclamó campeona de la Copa Heliodoro en 2010.

## Todas las temporadas
| Temporada | División     | Posición | Copa del Rey |
| --------- | ------------ | -------- | ------------ |
| 1951/52   | 2.ªRegional  | 3°       |              |
| 1952/53   | 2.ªRegional  | 2°       |              |
| 1953/54   | 1.ªRegional  | 2.º      |              |
| 1954/55   | 1.ªRegional  | 2°       |              |
| 1955/56   | 1.ªRegional  | 4.º      |              |
| 1956/57   | 1.ªRegional  | 4.º      |              |
| 1957/58   | 1.ªRegional  | 2.º      |              |
| 1958/59   | 1.ªRegional  | 5.º      |              |
| 1959/60   | 1.ªRegional  | 4.º      |              |
| 1960/61   | 1.ªRegional  | 1°       |              |
| 1961/62   | 1.ªRegional  | 6.º      |              |
| 1962/63   | 1.ªRegional  | 3.º      |              |
| 1963/64   | 1.ªRegional  | 6.º      |              |
| 1964/65   | 1.ªRegional  | 4.º      |              |
| 1965/66   | 1.ªRegional  | 7.º      |              |
| 1966/67   | 1.ªRegional  | 6.º      |              |
| 1967/68   | 1.ªRegional  | 7.º      |              |
| 1968/69   | 1.ªRegional  | 10.º     |              |
| 1969/70   | 2.ªRegional  | 1º       |              |
| 1970/71   | 1.ªRegional  | 6.º      |              |
| 1971/72   | 1.ªRegional  | 1º       |              |
| 1972/73   | 1.ªRegional  | 2.º      |              |
| 1973/74   | 1.ªRegional  | 7.º      |              |
| 1974/75   | 1.ªRegional  | 8.º      |              |
| 1975/76   | Preferente   | 2º       |              |
| 1976/77   | Preferente   | 2.º      |              |
| 1977/78   | Preferente   | 2.º      |              |
| 1978/79   | Preferente   | 9.º      |              |
| 1979/80   | Preferente   | 3.º      |              |
| 1980/81   | 3.ª División | 15.º     |              |
| 1981/82   | 3.ª División | 6.º      |              |
| 1982/83   | 3.ª División | 7.º      |              |
| 1983/84   | 3.ª División | 15.º     |              |
| 1984/85   | 3.ª División | 6.º      |              |
| 1985/86   | 3.ª División | 12.º     |              |
| 1986/87   | 3.ª División | 18.º     |              |
| 1987/88   | 3.ª División | 11.º     |              |
| 1988/89   | 3.ª División | 16.º     |              |
| 1989/90   | 3.ª División | 6.º      |              |
| 1990/91   | 3.ª División | 14.º     |              |
| 1991/92   | 3.ª División | 7.º      |              |
| 1992/93   | 3.ª División | 4.º      |              |
| 1993/94   | 3.ª División | 1º       |              |
| 1994/95   | 3.ª División | 3.º      |              |
| 1995/96   | 3.ª División | 9.º      |              |
| 1996/97   | 3.ª División | 13.º     |              |
| 1997/98   | 3.ª División | 8.º      |              |
| 1998/99   | 3.ª División | 2º       |              |
| 1999/00   | 3.ª División | 2.º      |              |

| Temporada | División    | Posición | Copa del Rey |
| --------- | ----------- | -------- | ------------ |
| 2000/01   | 3.ªDivisión | 18.º     |              |
| 2001/02   | Preferente  | 4.º      |              |
| 2002/03   | Preferente  | 5.º      |              |
| 2003/04   | Preferente  | 5.º      |              |
| 2004/05   | Preferente  | 18.º     |              |
| 2005/06   | 1.ªRegional | 1º       |              |
| 2006/07   | Preferente  | 4.º      |              |
| 2007/08   | Preferente  | 14.º     |              |
| 2008/09   | Preferente  | 14.º     |              |
| 2009/10   | Preferente  | 13.º     |              |
| 2010/11   | Preferente  | 4.º      |              |
| 2011/12   | Preferente  | 4.º      |              |
| 2012/13   | Preferente  | 7.º      |              |
| 2013/14   | Preferente  | 4.º      |              |
| 2014/15   | Preferente  | 8.º      |              |
| 2015/16   | Preferente  | 10.º     |              |
| 2016/17   | Preferente  | 3.º      |              |
| 2017/18   | Preferente  | 7.º      |              |
| 2018/19   | Preferente  | 7.º      |              |
| 2019/20   | Preferente  | 10.º     |              |
| 2020/21   | Preferente  | 12       |              |
| 2021/22   | Preferente  | 3.º      |              |
| 2022/23   | Preferente  | 12.º     |              |
| 2023/24   | Preferente  | 12°      |              |
| 2024/25   | 1.ªRegional | 15°      |              |
| 2025/26   | 1.ªRegional | -        |              |

### Datos del club

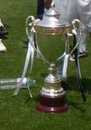
La décima Copa Heliódoro Rodríguez López conseguida por la UD Orotava en 2010

- Temporadas en Tercera División: 21
- Temporadas en Preferente: 27
- Temporadas en Primera Regional: 23
- Temporadas en 'Segunda Regional:' 3

Posee un equipo filial, el UD Orotava B, que milita en la segunda interinsular.
También tuvo en posesión un segundo filial la UD Orotava "C"

### Palmarés
- Tercera División (Grupo XII) (1): 1993-94.
- Primera Preferente (1): 1971-72.[9]
  - Subcampeón del Campeonato de las Islas Canarias (1): 1972.[10]
- Primera Categoría (3): 1960-61, 1971-72 y 2005-2006.
- Copa Heliodoro Rodríguez López (10): 1957-58, 1965-66, 1970-71, 1973-74, 1975-76, 1978-79, 1991-92, 1993-94, 1994-95 y 2009-10.[11][12]
- Copa Archipiélago (1): 1975-76
- Segunda Categoría (3): 1945-46 (zona Norte-Laguna), 1946-47 (zona Norte),.[13] y 1969-70

## Derbis
El Orotava disputa derbis con los equipos del valle de la Orotava y norte de la isla siendo estos el CD Puerto Cruz, CD Vera, UD Icodense y UD Realejos siendo este último el derbi más intenso de todos y de mayor rivalidad debido a que es el que más veces se ha repetido.

### Derbis con la UD Realejos en categoría nacional
| Temporada | Fuera | Casa |
| --------- | ----- | ---- |
| 1980/81   | 2-0   | 0-0  |
| 1981/82   | 3-1   | 2-1  |
| 1982/83   | 3-0   | 4-1  |
| 1983/84   | 3-0   | 0-0  |
| 1984/85   | 1-2   | 1-1  |
| 1985/86   | 2-1   | 0-0  |
| 1990/91   | 1-0   | 0-2  |
| 1991/92   | 1-2   | 0-0  |
| 1992/93   | 2-1   | 2-1  |
| 1991/92   | 1-1   | 0-2  |
| 1995/96   | 1-0   | 1-0  |
| 1997/98   | 0-1   | 1-0  |
| 1998/99   | 0-4   | 3-1  |
| 1999/00   | 2-2   | 3-1  |
| 2000/01   | 0-1   | 5-3  |

| Equipo       | Victorias | Empates | Derrotas | Goles a Favor | Goles en Contra |
| ------------ | --------- | ------- | -------- | ------------- | --------------- |
| U.D.Realejos | 10        | 7       | 13       | 31            | 40              |
| U.D.Orotava  | 13        | 7       | 10       | 40            | 31              |

## Otras secciones

### Fútbol femenino
Para la temporada 2018-19 el club incorpora a su estructura un equipo femenino, que desde su creación milita en el grupo VI de la Segunda División Femenina de España.